# Red Notice
Red Notice (bra: Alerta Vermelho; prt: Aviso Vermelho) é um filme norte-americano de suspense, comédia e ação escrito e dirigido por Rawson Marshall Thurber. É estrelado por Dwayne Johnson, Gal Gadot e Ryan Reynolds e marca a terceira colaboração entre Johnson e Thurber após Central Intelligence e Skyscraper. A Universal Pictures comprou os direitos de distribuição e agendou o lançamento para 13 de novembro de 2020. No entanto, em 8 de julho de 2019, quando a Universal não concordou com o orçamento proposto, a Netflix concordou e assumiu, com o filme sendo lançado na plataforma em 12 de novembro de 2021. No Brasil, também foi lançado nos cinemas pela Imagem Filmes em 4 de novembro de 2021.

## Sinopse
No mundo do crime internacional, a Interpol emite um Red Notice, um alerta global para caçar e capturar o ladrão de arte mais procurado do mundo.

## Elenco
- Dwayne Johnson como John Hartley
- Ryan Reynolds como Nolan Booth
- Gal Gadot como Sarah Black / O Bispo
- Ritu Arya como Inspetora Urvashi Das
- Chris Diamantopoulos como Sotto Voce

## Produção

### Desenvolvimento
Em 8 de fevereiro de 2018, o filme (uma comédia de ação de Dwayne Johnson e do escritor e diretor Rawson Marshall Thurber) foi desenvolvido como parte de uma guerra de lances que consistia em grandes estúdios lutando pelos direitos.  Universal Pictures, Warner Bros. Pictures, Paramount Pictures, Legendary Entertainment, Netflix e Sony Pictures foram considerados. O filme de $125-150 milhões seria produzido por Beau Flynn por meio de sua produtora Flynn Picture Company, com Johnson, Dany Garcia e Hiram Garcia por sua produtora Seven Bucks Productions junto com Thurber's Bad Version Inc. com Wendy Jacobson produtora executiva. Em 9 de fevereiro de 2018, foi anunciado que Universal e Legendary venceram a guerra de licitações para obter os direitos.
Johnson foi confirmado para receber pelo menos $20 milhões pela primeira vez por este filme. Mais tarde, foi revelado que Gadot também arrecadou US$20 milhões por seu papel no filme, tornando-a a terceira atriz mais bem paga do mundo em 2020.

### Seleção de elenco
Gal Gadot foi confirmada no elenco em 11 de junho de 2018. Ryan Reynolds foi adicionado em 8 de julho de 2019. Ritu Arya e Chris Diamantopoulos foram adicionados em 10 de fevereiro de 2020.

### Filmagens
As gravações começaram em 3 de janeiro de 2020 em Atlanta, Geórgia. A produção do filme era esperada para começar em abril de 2019 depois que Johnson finalizou a produção de Jumanji: The Next Level. Em 8 de julho de 2019, as filmagens foram adiadas para começar no início de 2020. Um tentativa de gravação planejada na Itália foi cancelada devido à pandemia de COVID-19 no país. Em 14 de março, foi anunciado que a produção foi interrompida indefinidamente devido à pandemia.
As filmagens foram retomadas em meados de setembro e deviam ser concluídas no final de novembro.Gal Gadot e Ryan Reynolds terminaram de filmar suas cenas no final de outubro. A produção terminou em Atlanta em 14 de novembro, antes de mudar para Roma e Sardenha, para uma semana de filmagens. As filmagens na Itália foram concluídas no final daquele mês.

### Pós-produção
O artista de efeitos visuais Richard R. Hoover será o supervisor geral de efeitos visuais do filme.

## Trilha Sonora
Em 26 de fevereiro de 2020, Steve Jablonsky foi anunciado como o compositor de Red Notice. Jablonsky já colaborou com o diretor Rawson Marshall Thurber na trilha sonora de Skyscraper em 2018.

## Lançamento
A Universal programou originalmente o lançamento do filme para 12 de junho de 2020. A data foi movida cinco meses para 13 de novembro de 2020. A Netflix então assumiu em 8 de julho de 2019. Em julho de 2021, foi revelado que o filme será lançado em 12 de novembro de 2021. Gal Gadot e Ryan Reynolds divulgaram nas redes sociais no dia 13 de novembro, que Red Notice é o filme com a maior estreia na história da Netflix.

## Recepção
No agregador de críticas Rotten Tomatoes, que categoriza as opiniões apenas como positivas ou negativas, o filme tem um índice de aprovação de 35% calculado com base em 151 comentários dos críticos que é seguido do consenso: "O grande orçamento de Red Notice e o elenco somam-se a uma comédia de ação habilmente competente, cujos ingredientes espalhafatosos apenas tornam os resultados medianos mais decepcionantes." Já no agregador Metacritic, com base em 34 opiniões de críticos que escrevem em maioria para a imprensa tradicional, o filme tem uma média aritmética ponderada de 36 entre 100, com a indicação de "revisões geralmente desfavoráveis."